# Raigh Roe
Dame Raigh Edith Roe DBE (Austrália Ocidental, 12 de dezembro de 1922 - novembro de 2014) foi uma agricultora australiana que se tornou numa defensora das mulheres rurais na Austrália e em todo o mundo. Ela foi membro da Australian Country Women's Association (CWA) desde 1941; ela tornou-se presidente do ramo, presidente de estado da Austrália Ocidental e, por fim, presidente nacional do CWA.

## Honras
Em 1975, Raigh Roe foi nomeada Comandante da Ordem do Império Britânico (CBE). Em 1980, foi nomeada Dama Comandante da Ordem do Império Britânico (DBE).
Em 1977 ela foi nomeada australiana do ano, juntamente com Sir Murray Tyrrell.
Em 2001 ela foi premiada com a Medalha do Centenário.

## 30em
1. ↑  «Dame Raigh Roe». Seven West Media Limited. The West Australian. 8 de novembro de 2014. Consultado em 25 de fevereiro de 2015
2. ↑  It's an Honour: CBE 1975
3. ↑  It's an Honour: DBE 1980
4. ↑  Lewis, Wendy (2010). Australians of the Year. Pier 9 Press. [S.l.: s.n.] ISBN 978-1-74196-809-5
5. ↑  It's an Honour: Centenary Medal 2001